# Форде, Джозеф
Джозеф Эйдан Форде (англ. Joseph Aidan Forde; род. 24 июня 2003, Австралия) — австралийский футболист, защитник клуба «Уотерфорд».

## Клубная карьера
Форде — воспитанник клубов «Форресфилд Юнайтед» и «Перт Глори». 24 ноября 2021 года в поединке Кубка Австралии против «Мельбурн Виктори» игрок дебютировал за основной состав последних. 30 марта 2022 года в матче против «Ньюкасл Юнайтед Джетс» он дебютировал в A-Лиге. В начале 2024 года Форде перешёл в ирландский «Уотерфорд». 8 марта в матче против «Дерри Сити» он дебютировал в ирландской Премьер-лиге.

## Международная карьера
В 2023 году в составе молодёжной сборной Австралии Форде принял участие в молодёжном Кубке Азии в Узбекистане. На турнире он сыграл в матчах против команд Ирана, Катара и Узбекистана.